# Снетогорско-муровички споменик природе
Снетогорско-муровички споменик природе (рус. Снетогорско-Муровицкий памятник природы) заштићено је подручје у категорији споменика природе (МУЗП категорија III) у северном делу Псковске области, на западу европског дела Руске Федерације. Административно припада Псковском рејону и граду Пскову..
Налази се уз западну обалу реке Великаје на подручју низводно од Пскова (приградско насеље Сњатаја Гора) и узводно од речне делте (до села Муровици). Локалитет обухвата територију површине 46,93 ха и специфичан је по стенама девонске старости које на том подручју избијају на површину.
На подручју овог споменика природе забрањени су сви видови људске активности који могу довести до угрожавања природног стања локалитета. Дозвољена је обрада земље у пољопривредне сврхе искључиво ручно, у растреситом површинском слоју дубине до 30 центиметара.